# Natale Borsani
Natale Borsani (Busto Arsizio, 24 de setembro de 1935) é um ex-futebolista italiano. Meio-campista, jogou pela Aurora Pro Patria 1919, pelo Atalanta Bergamasca Calcio, pelo Torino Football Club e pela Società Sportiva Lazio